# AHL 2014/15
Die Saison 2014/15 war die 79. Spielzeit der American Hockey League (AHL). Während der regulären Saison, die vom 10. Oktober 2014 bis zum 19. April 2015 ausgetragen wurde, bestritten die 30 Teams der Liga jeweils 76 Begegnungen. An deren Ende gewannen die Manchester Monarchs die Macgregor Kilpatrick Trophy als punktbeste Mannschaft. In den anschließenden Playoffs vom 22. April bis zum 13. Juni 2015 setzten sich die Manchester Monarchs ebenfalls durch und gewannen somit ihren ersten Calder Cup der Franchise-Historie.

## Teamveränderungen
Folgende Änderungen wurden vor Beginn der Saison vorgenommen:
- Die Adirondack Phantoms aus Glens Falls, New York wurden nach Allentown, Pennsylvania umgesiedelt und nehmen jetzt unter dem Namen Lehigh Valley Phantoms am Spielbetrieb teil. Sie tauschten ihren Platz in der Northeast Division mit den Syracuse Crunch aus der East Division.
- Die Abbotsford Heat aus Abbotsford, British Columbia wurden nach Glens Falls umgesiedelt und nehmen jetzt unter dem Namen Adirondack Flames am Spielbetrieb teil. Sie wurden in die North Division eingegliedert, was zur Folge hatte, dass die Lake Erie Monsters aus der North in die Midwest und die Iowa Wild von der Midwest in die West Division wechselten.

## Modus
Die 30 Mannschaften sind in zwei Conferences mit jeweils drei Divisions aufgeteilt und absolvieren jeweils 76 Spiele. Während der regulären Saison wird bei einem Unentschieden nach drei Dritteln der Sieger durch eine Overtime und einem anschließenden Shootout ermittelt. Erstmals beträgt dabei die Dauer der Overtime sieben Minuten. Falls nach drei Minuten noch kein Tor gefallen ist, unterbricht das Schiedsrichtergespann die Partie und jede Mannschaft wird um jeweils einen Feldspieler reduziert, das Spiel wird mit drei Feldspielern pro Team fortgesetzt. Bei einem möglichen anschließenden Shootout treten im Vergleich zu den Vorjahren nur noch drei Spieler pro Mannschaft an.
Für die Playoffs qualifizieren sich je acht Mannschaften beider Conferences, die sich aus den jeweiligen Divisionssiegern sowie den weiteren Punkbesten zusammensetzen.
In den ersten beiden Runden spielt jede Division ihren eigenen Sieger aus, ehe im Conference-Halbfinale die Sieger der Conferences ausgespielt werden, die im Calder-Cup-Finale aufeinander treffen. Dabei trifft die auf der Setzliste am höchsten befindliche Mannschaft immer auf die niedrigst gesetzte. Die erste Playoffrunde wird im Best-of-Five-Modus ausgetragen, alle übrigen Serien werden im Best-of-Seven-Modus ausgespielt, das heißt, dass ein Team vier Siege zum Erreichen der nächsten Runde benötigt. Das höher gesetzte Team hat dabei die ersten beiden Spiele Heimrecht, die nächsten beiden das gegnerische Team. Sollte bis dahin kein Sieger aus der Runde hervorgegangen sein, wechselt das Heimrecht von Spiel zu Spiel. So hat die höhergesetzte Mannschaft in Spiel 1, 2, 5 und 7, also in vier der maximal sieben Spiele, einen Heimvorteil.
Bei Spielen, die nach der regulären Spielzeit von 60 Minuten unentschieden bleiben, folgt die Overtime, die im Gegensatz zur regulären Saison mit fünf Feldspielern gespielt wird. Die Drittel dauern weiterhin 20 Minuten und es wird so lange gespielt, bis ein Team das nächste Tor schießt (fortlaufende Overtime).

## Reguläre Saison

### Abschlusstabellen
Abkürzungen: GP = Spiele, W = Siege, L = Niederlagen, OTL = Niederlage nach Overtime, SOL = Niederlage nach Shootout, GF = Erzielte Tore, GA = Gegentore, Pts = Punkte

Erläuterungen: In Klammern befindet sich die Platzierung innerhalb der Conference; Playoff-Qualifikation, Conference-Sieger, Gewinner der Macgregor Kilpatrick Trophy

#### Eastern Conference
| Atlantic Division       | GP | W  | L  | OTL | SOL | GF  | GA  | Pts |
| ----------------------- | -- | -- | -- | --- | --- | --- | --- | --- |
| Manchester Monarchs (1) | 76 | 50 | 17 | 6   | 3   | 241 | 176 | 109 |
| Providence Bruins (6)   | 76 | 41 | 26 | 7   | 2   | 209 | 185 | 91  |
| Worcester Sharks (7)    | 76 | 41 | 29 | 4   | 2   | 224 | 198 | 88  |
| Portland Pirates (8)    | 76 | 39 | 28 | 7   | 2   | 203 | 190 | 87  |
| St. John’s IceCaps (12) | 76 | 32 | 33 | 9   | 2   | 183 | 235 | 75  |

| Northeast Division           | GP | W  | L  | OTL | SOL | GF  | GA  | Pts |
| ---------------------------- | -- | -- | -- | --- | --- | --- | --- | --- |
| Hartford Wolf Pack (3)       | 76 | 43 | 24 | 5   | 4   | 221 | 214 | 95  |
| Syracuse Crunch (5)          | 76 | 41 | 25 | 10  | 0   | 218 | 219 | 92  |
| Springfield Falcons (9)      | 76 | 38 | 28 | 8   | 2   | 192 | 209 | 86  |
| Albany Devils (10)           | 76 | 37 | 28 | 5   | 6   | 199 | 201 | 85  |
| Bridgeport Sound Tigers (15) | 76 | 28 | 40 | 7   | 1   | 213 | 264 | 64  |

| East Division                      | GP | W  | L  | OTL | SOL | GF  | GA  | Pts |
| ---------------------------------- | -- | -- | -- | --- | --- | --- | --- | --- |
| Hershey Bears (2)                  | 76 | 46 | 22 | 5   | 3   | 218 | 181 | 100 |
| Wilkes-Barre/Scranton Penguins (4) | 76 | 45 | 24 | 3   | 4   | 212 | 163 | 97  |
| Binghamton Senators (11)           | 76 | 34 | 34 | 7   | 1   | 242 | 258 | 76  |
| Lehigh Valley Phantoms (13)        | 76 | 33 | 35 | 7   | 1   | 194 | 237 | 74  |
| Norfolk Admirals (14)              | 76 | 27 | 39 | 6   | 4   | 168 | 219 | 64  |

#### Western Conference
| North Division           | GP | W  | L  | OTL | SOL | GF  | GA  | Pts |
| ------------------------ | -- | -- | -- | --- | --- | --- | --- | --- |
| Utica Comets (1)         | 76 | 47 | 20 | 7   | 2   | 219 | 182 | 103 |
| Toronto Marlies (7)      | 76 | 40 | 27 | 9   | 0   | 207 | 203 | 89  |
| Hamilton Bulldogs (9)    | 76 | 34 | 29 | 12  | 1   | 201 | 208 | 81  |
| Adirondack Flames (12)   | 76 | 35 | 33 | 6   | 2   | 233 | 240 | 78  |
| Rochester Americans (14) | 76 | 29 | 41 | 5   | 1   | 209 | 251 | 64  |

| Midwest Division          | GP | W  | L  | OTL | SOL | GF  | GA  | Pts |
| ------------------------- | -- | -- | -- | --- | --- | --- | --- | --- |
| Grand Rapids Griffins (2) | 76 | 46 | 22 | 6   | 2   | 249 | 185 | 100 |
| Rockford IceHogs (4)      | 76 | 46 | 23 | 5   | 2   | 222 | 180 | 99  |
| Chicago Wolves (8)        | 76 | 40 | 29 | 6   | 1   | 210 | 198 | 87  |
| Lake Erie Monsters (10)   | 76 | 35 | 29 | 8   | 4   | 211 | 240 | 82  |
| Milwaukee Admirals (11)   | 76 | 33 | 28 | 8   | 7   | 206 | 218 | 81  |

| West Division            | GP | W  | L  | OTL | SOL | GF  | GA  | Pts |
| ------------------------ | -- | -- | -- | --- | --- | --- | --- | --- |
| San Antonio Rampage (3)  | 76 | 45 | 23 | 7   | 1   | 248 | 222 | 98  |
| Texas Stars (5)          | 76 | 40 | 22 | 13  | 1   | 242 | 216 | 94  |
| Oklahoma City Barons (6) | 76 | 41 | 27 | 5   | 3   | 224 | 212 | 90  |
| Charlotte Checkers (13)  | 76 | 31 | 38 | 6   | 1   | 172 | 231 | 69  |
| Iowa Wild (15)           | 76 | 23 | 49 | 2   | 2   | 172 | 245 | 50  |

### Beste Scorer
Mit 80 Punkten führte Brian O’Neill die Scorerliste der AHL an, dessen 58 Assists ebenfalls Saisonbestwert waren. Bester Torschütze wurde Teemu Pulkkinen mit 34 Treffern, obwohl er nur 46 von 76 Saisonspielen absolviert hatte.
Abkürzungen: GP = Spiele, G = Tore, A = Assists, Pts = Punkte, +/- = Plus/Minus, PIM = Strafminuten; Fett: Saisonbestwert
| Spieler               | Team                                 | GP | G  | A  | Pts | PIM |
| --------------------- | ------------------------------------ | -- | -- | -- | --- | --- |
| Brian O’Neill         | Manchester Monarchs                  | 71 | 22 | 58 | 80  | 55  |
| Jordan Weal           | Manchester Monarchs                  | 73 | 20 | 49 | 69  | 56  |
| Andy Miele            | Grand Rapids Griffins                | 70 | 25 | 43 | 68  | 42  |
| Jonathan Marchessault | Syracuse Crunch                      | 68 | 24 | 43 | 67  | 38  |
| Chris Bourque         | Hartford Wolf Pack                   | 73 | 29 | 37 | 66  | 68  |
| Shane Prince          | Binghamton Senators                  | 71 | 27 | 36 | 63  | 31  |
| Dustin Jeffrey        | Utica Comets Bridgeport Sound Tigers | 67 | 24 | 39 | 63  | 22  |
| Travis Morin          | Texas Stars                          | 63 | 22 | 41 | 63  | 40  |
| Chris Wideman         | Binghamton Senators                  | 74 | 19 | 43 | 62  | 112 |
| Teemu Pulkkinen       | Grand Rapids Griffins                | 46 | 34 | 27 | 61  | 30  |

### Beste Torhüter
Abkürzungen: GP = Spiele; TOI = Eiszeit (in Minuten); W = Siege; L = Niederlagen; OTL = Overtime/Shootout-Niederlagen; GA = Gegentore; SO = Shutouts; Sv% = gehaltene Schüsse (in %); GAA = Gegentorschnitt; Fett: Saisonbestwert
Sortiert nach bestem Gegentorschnitt.
| Spieler         | Team                           | GP | TOI     | W  | L  | OTL | GA | SO | Sv%  | GAA  |
| --------------- | ------------------------------ | -- | ------- | -- | -- | --- | -- | -- | ---- | ---- |
| Matt Murray     | Wilkes-Barre/Scranton Penguins | 40 | 2320:49 | 25 | 10 | 3   | 61 | 12 | 94,1 | 1,58 |
| Jacob Markström | Utica Comets                   | 32 | 1879:36 | 22 | 7  | 2   | 59 | 5  | 93,4 | 1,88 |
| Anton Forsberg  | Springfield Falcons            | 30 | 1763:51 | 20 | 8  | 1   | 59 | 3  | 92,7 | 2,01 |
| Jeremy Smith    | Providence Bruins              | 39 | 2277:53 | 22 | 11 | 5   | 78 | 3  | 93,3 | 2,05 |
| Aaron Dell      | Worcester Sharks               | 26 | 1544:08 | 15 | 8  | 2   | 53 | 4  | 92,7 | 2,06 |

Es werden nur Torhüter erfasst, die mindestens 1500 Spielminuten absolviert haben.

## Calder-Cup-Playoffs

### Playoff-Baum
|  | Conference-Viertelfinale                              | Conference-Viertelfinale       | Conference-Viertelfinale |                    | Conference-Halbfinale          | Conference-Halbfinale | Conference-Halbfinale |   |                     | Conference-Finale | Conference-Finale | Conference-Finale |  |  | Calder-Cup-Finale | Calder-Cup-Finale | Calder-Cup-Finale |
|  |                                                       |                                |                          |                    |                                |                       |                       |   |                     |                   |                   |                   |  |  |                   |                   |                   |
|  | 1                                                     | Manchester Monarchs            | 3                        |                    | 1                              | Manchester Monarchs   | 4                     |   |                     |                   |                   |                   |  |  |                   |                   |                   |
|  | 8                                                     | Portland Pirates               | 2                        | 4                  | Wilkes-Barre/Scranton Penguins | 1                     |                       |   |                     |                   |                   |                   |  |  |                   |                   |                   |
|  |                                                       |                                |                          |                    |                                |                       |                       |   |                     |                   |                   |                   |  |  |                   |                   |                   |
|  | 2                                                     | Hershey Bears                  | 3                        | Eastern Conference | Eastern Conference             | Eastern Conference    |                       |   |                     |                   |                   |                   |  |  |                   |                   |                   |
|  | 2                                                     | Hershey Bears                  | 3                        | Eastern Conference | Eastern Conference             | Eastern Conference    |                       |   |                     |                   |                   |                   |  |  |                   |                   |                   |
|  | 7                                                     | Worcester Sharks               | 1                        |                    |                                |                       |                       |   |                     |                   |                   |                   |  |  |                   |                   |                   |
|  | 7                                                     | Worcester Sharks               | 1                        | 1                  | Manchester Monarchs            | 4                     |                       |   |                     |                   |                   |                   |  |  |                   |                   |                   |
|  |                                                       |                                |                          | 1                  | Manchester Monarchs            | 4                     |                       |   |                     |                   |                   |                   |  |  |                   |                   |                   |
|  |                                                       | 3                              | Hartford Wolf Pack       | 0                  |                                |                       |                       |   |                     |                   |                   |                   |  |  |                   |                   |                   |
|  | 3                                                     | 3                              | Hartford Wolf Pack       | 0                  | Hartford Wolf Pack             | 3                     |                       |   |                     |                   |                   |                   |  |  |                   |                   |                   |
|  | 3                                                     |                                |                          |                    | Hartford Wolf Pack             | 3                     |                       |   |                     |                   |                   |                   |  |  |                   |                   |                   |
|  | 6                                                     | Providence Bruins              | 2                        |                    |                                |                       |                       |   |                     |                   |                   |                   |  |  |                   |                   |                   |
|  | 6                                                     | Providence Bruins              | 2                        |                    |                                |                       |                       |   |                     |                   |                   |                   |  |  |                   |                   |                   |
|  |                                                       |                                |                          |                    |                                |                       |                       |   |                     |                   |                   |                   |  |  |                   |                   |                   |
|  | 4                                                     | Wilkes-Barre/Scranton Penguins | 3                        | 2                  | Hershey Bears                  | 2                     |                       |   |                     |                   |                   |                   |  |  |                   |                   |                   |
|  | 4                                                     | Wilkes-Barre/Scranton Penguins | 3                        | 2                  | Hershey Bears                  | 2                     |                       |   |                     |                   |                   |                   |  |  |                   |                   |                   |
|  | 5                                                     | Syracuse Crunch                | 0                        | 3                  | Hartford Wolf Pack             | 4                     |                       |   |                     |                   |                   |                   |  |  |                   |                   |                   |
|  | 5                                                     | Syracuse Crunch                | 0                        | 3                  | Hartford Wolf Pack             | 4                     |                       | 1 | Manchester Monarchs | 4                 |                   |                   |  |  |                   |                   |                   |
|  | (Die Teams werden nach der ersten Runde neu gesetzt.) |                                |                          |                    |                                |                       |                       | 1 | Manchester Monarchs | 4                 |                   |                   |  |  |                   |                   |                   |
|  |                                                       | 1                              | Utica Comets             | 1                  |                                |                       |                       |   |                     |                   |                   |                   |  |  |                   |                   |                   |
|  | 1                                                     | 1                              | Utica Comets             | 1                  | Utica Comets                   | 3                     |                       | 1 | Utica Comets        | 4                 |                   |                   |  |  |                   |                   |                   |
|  | 1                                                     |                                |                          |                    |                                | 3                     |                       | 1 | Utica Comets        | 4                 |                   |                   |  |  |                   |                   |                   |
|  | 8                                                     | Chicago Wolves                 | 2                        | 6                  | Oklahoma City Barons           | 3                     |                       |   |                     |                   |                   |                   |  |  |                   |                   |                   |
|  | 8                                                     | Chicago Wolves                 | 2                        | 6                  | Oklahoma City Barons           | 3                     |                       |   |                     |                   |                   |                   |  |  |                   |                   |                   |
|  |                                                       |                                |                          |                    |                                |                       |                       |   |                     |                   |                   |                   |  |  |                   |                   |                   |
|  | 2                                                     | Grand Rapids Griffins          | 3                        |                    |                                |                       |                       |   |                     |                   |                   |                   |  |  |                   |                   |                   |
|  | 2                                                     | Grand Rapids Griffins          | 3                        |                    |                                |                       |                       |   |                     |                   |                   |                   |  |  |                   |                   |                   |
|  | 7                                                     | Toronto Marlies                | 2                        |                    |                                |                       |                       |   |                     |                   |                   |                   |  |  |                   |                   |                   |
|  | 7                                                     | Toronto Marlies                | 2                        | 1                  | Utica Comets                   | 4                     |                       |   |                     |                   |                   |                   |  |  |                   |                   |                   |
|  |                                                       |                                |                          | 1                  | Utica Comets                   | 4                     |                       |   |                     |                   |                   |                   |  |  |                   |                   |                   |
|  |                                                       | 2                              | Grand Rapids Griffins    | 2                  |                                |                       |                       |   |                     |                   |                   |                   |  |  |                   |                   |                   |
|  | 3                                                     | 2                              | Grand Rapids Griffins    | 2                  | San Antonio Rampage            | 0                     |                       |   |                     |                   |                   |                   |  |  |                   |                   |                   |
|  | 3                                                     |                                |                          |                    | San Antonio Rampage            | 0                     |                       |   |                     |                   |                   |                   |  |  |                   |                   |                   |
|  | 6                                                     | Oklahoma City Barons           | 3                        | Western Conference | Western Conference             | Western Conference    |                       |   |                     |                   |                   |                   |  |  |                   |                   |                   |
|  | 6                                                     | Oklahoma City Barons           | 3                        | Western Conference | Western Conference             | Western Conference    |                       |   |                     |                   |                   |                   |  |  |                   |                   |                   |
|  |                                                       |                                |                          |                    |                                |                       |                       |   |                     |                   |                   |                   |  |  |                   |                   |                   |
|  | 4                                                     | Rockford IceHogs               | 3                        | 2                  | Grand Rapids Griffins          | 4                     |                       |   |                     |                   |                   |                   |  |  |                   |                   |                   |
|  | 5                                                     | Texas Stars                    | 0                        | 4                  | Rockford IceHogs               | 1                     |                       |   |                     |                   |                   |                   |  |  |                   |                   |                   |

### Calder-Cup-Sieger
| Calder-Cup-Sieger Manchester Monarchs | Torhüter: Patrik Bartošák, Jean-François Bérubé Verteidiger: Andrew Bodnarchuk, Nick Ebert, Derek Forbort, Kevin Gravel, Vincent LoVerde, Colin Miller, Kevin Raine, Jeff Schultz Angreifer: Justin Auger, Sean Backman, Paul Bissonnette, Andrew Crescenzi, Nic Dowd, Josh Gratton, Ryan Horvat, Adrian Kempe, Michael Mersch, Zach O’Brien, Brian O’Neill, Scott Sabourin, Nick Shore, David Van der Gulik, Jordan Weal Cheftrainer: Mike Stothers General Manager: Rob Blake |

### Beste Scorer
Abkürzungen: GP = Spiele, G = Tore, A = Assists, Pts = Punkte, +/- = Plus/Minus, PIM = Strafminuten; Fett: Saisonbestwert
| Spieler         | Team                  | GP | G  | A  | Pts | PIM |
| --------------- | --------------------- | -- | -- | -- | --- | --- |
| Michael Mersch  | Manchester Monarchs   | 18 | 13 | 9  | 22  | 8   |
| Jordan Weal     | Manchester Monarchs   | 19 | 10 | 12 | 22  | 16  |
| Brian O’Neill   | Manchester Monarchs   | 19 | 10 | 10 | 20  | 12  |
| Cal O’Reilly    | Utica Comets          | 23 | 2  | 17 | 19  | 4   |
| Teemu Pulkkinen | Grand Rapids Griffins | 16 | 14 | 4  | 18  | 22  |
| Nick Shore      | Manchester Monarchs   | 19 | 4  | 14 | 18  | 2   |
| Sean Backman    | Manchester Monarchs   | 19 | 5  | 12 | 17  | 8   |
| Chris Bourque   | Hartford Wolf Pack    | 15 | 4  | 13 | 17  | 12  |
| Oscar Lindberg  | Hartford Wolf Pack    | 15 | 3  | 13 | 16  | 6   |
| Sven Bärtschi   | Utica Comets          | 21 | 8  | 7  | 15  | 6   |

### Beste Torhüter
Abkürzungen: GP = Spiele; TOI = Eiszeit (in Minuten); W = Siege; L = Niederlagen; OTL = Overtime/Shootout-Niederlagen; GA = Gegentore; SO = Shutouts; Sv% = gehaltene Schüsse (in %); GAA = Gegentorschnitt; Fett: Saisonbestwert
Sortiert nach bestem Gegentorschnitt.
| Spieler         | Team                 | GP | TOI     | W  | L  | GA | SO | Sv%  | GAA  |
| --------------- | -------------------- | -- | ------- | -- | -- | -- | -- | ---- | ---- |
| Malcolm Subban  | Providence Bruins    | 2  | 160:16  | 1  | 1  | 3  | 0  | 95,3 | 1,12 |
| Richard Bachman | Oklahoma City Barons | 9  | 580:35  | 5  | 4  | 15 | 0  | 95,3 | 1,55 |
| Pheonix Copley  | Hershey Bears        | 5  | 229:08  | 3  | 1  | 7  | 0  | 94,6 | 1,83 |
| Jeremy Smith    | Providence Bruins    | 3  | 183:19  | 1  | 2  | 6  | 0  | 93,1 | 1,96 |
| Jacob Markström | Utica Comets         | 23 | 1449:40 | 12 | 11 | 51 | 2  | 92,5 | 2,11 |

Es werden nur Torhüter erfasst, die mindestens 60 Spielminuten absolviert haben.

## Vergebene Trophäen

### Mannschaftstrophäen
| Auszeichnung                                                     | Team                  |
| ---------------------------------------------------------------- | --------------------- |
| Calder Cup Gewinner der AHL-Playoffs                             | Manchester Monarchs   |
| Richard F. Canning Trophy Gewinner des Eastern-Conference-Finale | Manchester Monarchs   |
| Robert W. Clarke Trophy Gewinner des Western-Conference-Finale   | Utica Comets          |
| Macgregor Kilpatrick Trophy Bestes Team der regulären Saison     | Manchester Monarchs   |
| Frank S. Mathers Trophy Bestes Team der Eastern Conference       | Hershey Bears         |
| Norman R. „Bud“ Poile Trophy Bestes Team der Western Conference  | Grand Rapids Griffins |
| Emile Francis Trophy Bestes Team der Atlantic Division           | Manchester Monarchs   |
| F. G. „Teddy“ Oke Trophy Bestes Team der Northeast Division      | Hartford Wolf Pack    |
| Sam Pollock Trophy Bestes Team der North Division                | Utica Comets          |
| John D. Chick Trophy Bestes Team der West Division               | San Antonio Rampage   |

### Individuelle Trophäen
| Auszeichnung                                                                                                   | Spieler                  | Team                           |
| --- | ------------------------ | ------------------------------ |
| Les Cunningham Award MVP der regulären Saison                                                                  | Brian O’Neill            | Manchester Monarchs            |
| John B. Sollenberger Trophy Bester Scorer                                                                      | Brian O’Neill            | Manchester Monarchs            |
| Willie Marshall Award Bester Torschütze                                                                        | Teemu Pulkkinen          | Grand Rapids Griffins          |
| Dudley „Red“ Garrett Memorial Award Bester Rookie                                                              | Matt Murray              | Wilkes-Barre/Scranton Penguins |
| Eddie Shore Award Bester Verteidiger                                                                           | Chris Wideman            | Binghamton Senators            |
| Aldege „Baz“ Bastien Memorial Award Bester Torhüter                                                            | Matt Murray              | Wilkes-Barre/Scranton Penguins |
| Harry „Hap“ Holmes Memorial Award Torhüter mit dem geringsten Gegentorschnitt                                  | Matt Murray Jeff Zatkoff | Wilkes-Barre/Scranton Penguins |
| Louis A. R. Pieri Memorial Award Bester Trainer                                                                | Mike Stothers            | Manchester Monarchs            |
| Fred T. Hunt Memorial Award Für den Spieler, der durch Fairness, Einsatz und Hingabe herausragt                | Jeff Hoggan              | Grand Rapids Griffins          |
| Yanick Dupré Memorial Award Für den Spieler, der sich durch besonderen Einsatz in der Gesellschaft auszeichnet | Kyle Hagel               | Charlotte Checkers             |
| Jack A. Butterfield Trophy MVP der Calder-Cup-Playoffs                                                         | Jordan Weal              | Manchester Monarchs            |

### All-Star-Teams
| First All-Star Team | First All-Star Team                          |
| ------------------- | -------------------------------------------- |
| Angriff:            | Chris Bourque – Andy Miele – Teemu Pulkkinen |
| Verteidigung:       | Brad Hunt – Chris Wideman                    |
| Tor:                | Matt Murray                                  |

| Second All-Star Team | Second All-Star Team                       |
| -------------------- | ------------------------------------------ |
| Angriff:             | Shane Prince – Jordan Weal – Brian O’Neill |
| Verteidigung:        | Colin Miller – Bobby Sanguinetti           |
| Tor:                 | Jacob Markström                            |

| All-Rookie Team | All-Rookie Team                                 |
| --------------- | ----------------------------------------------- |
| Angriff:        | Charles Hudon – Viktor Arvidsson – Connor Brown |
| Verteidigung:   | Ville Pokka – Ryan Pulock                       |
| Tor:            | Matt Murray                                     |